# Долина Гламорган
Доли́на Гламо́рган (англ. Vale of Glamorgan) — область у складі Уельсу. Розташована на півдні країни. Адміністративний центр — Баррі.

## Найбільші міста
Міста з населенням понад 3 тисячі осіб:
| № | Місто            | Населення, осіб (2001) |
| - | ---------------- | ---------------------- |
| 1 | Баррі            | 50 661                 |
| 2 | Пенарт           | 23 245                 |
| 3 | Ллантвіт-Мейджор | 13 366                 |
| 4 | Дінас-Повіс      | 7 653                  |
| 5 | Рус (Rhoose)     | 4 211                  |
| 6 | Ковбрідж         | 3 616                  |